# Ernst Kroker

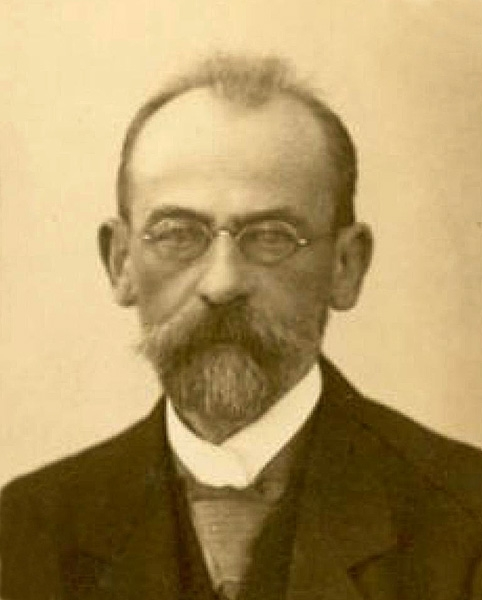
Ernst Kroker

Ernst Kroker (* 21. November 1859 in Waldenburg, Königreich Sachsen; † 26. August 1927 in Leipzig) war ein deutscher Historiker und Bibliothekar.

## Leben
Ernst Kroker war der Sohn des Gerichtsamtmanns Gustav Adolf Kroker und seiner Frau Laura Theresa, geborene Kauffer. Nach der Volksschule besuchte er die Fürstenschule Grimma und das Nikolaigymnasium in der Leipziger Königstraße. Hier war er Schüler von Gustav Wustmann, der seine Interessen auf Archäologie, klassische Philologie und Geschichte lenkte, was er dann auch an der Universität Leipzig studierte.
Für seine ausgezeichnete Dissertationsschrift von 1883 bei dem Archäologen Johannes Overbeck „Gleichnamige griechische Künstler“  erhielt er als Auszeichnung ein Stipendium für einen einjährigen Studienaufenthalt in Italien. 1884 wurde er Lehrer an einer Leipziger Privatschule. 1889 holte ihn Wustmann als Bibliothekar in die Leipziger Stadtbibliothek. Nach dessen Tod wurde er am 1. Januar 1911 Oberbibliothekar und Leiter der Stadtbibliothek, die unter seiner Führung für die allgemeine Benutzung geöffnet wurde. Zugleich war er Leiter des Ratsarchivs. Diese Ämter übte er bis 1925 aus.
1911 erhielt er den Professorentitel, und 1917 erteilte ihm die Theologische Fakultät der Universität Leipzig für seine Verdienste um die Erforschung der Reformationsgeschichte die Ehrendoktorwürde.
Während seine ersten Publikationen vorwiegend antike Themen behandelten, wandte er sich ab 1890 stärker stadt- und landesgeschichtlichen Fragen zu. Einige seiner Werke können auf zahlreiche Auflagen bis in neuere Zeit verweisen.
Kroker war engagiertes Mitglied des Vereins für die Geschichte Leipzigs, von 1911 bis 1926 dessen Vorsitzender und danach Ehrenvorsitzender.
1930 ehrte ihn die Stadt Leipzig mit der Benennung einer Straße im Stadtteil Gohlis als Krokerstraße.

## Publikationen (Auswahl)
- Katechismus der Archaeologie. Übersicht über die Entwickelung der Kunst bei den Völkern des Altertums, Leipzig : Weber, 1888
- Katechismus der Mythologie, Leipzig 1891, Neudruck Fourier Wiesbaden 1980
- Geschichte der griechischen Litteratur I., Die Poesie, Leipzig : F. W. Grunow , 1895
- Dr. Faust und Auerbachs Keller, Leipzig : Dieterich, 1903
- Katharina von Bora. Martin Luthers Frau, Hamburg, Severus Verlag 2013, Nachdruck der Originalausgabe von 1906
- Zweihundertundfünfzig Jahre einer Leipziger Buchdruckerei und Buchhandlung: die Geschichte der Dürr'schen Buchhandlung in Leipzig von der Begründung ihres Stammhauses im Jahre 1656 bis auf die Gegenwart und die Geschichte der Familie Dürr. Dürr, Leipzig 1906 Digitalisat
- Leipzig. Klinkhardt & Biermann Leipzig 1908.
- Beiträge zur Geschichte der Stadt Leipzig im Reformationszeitalter. Hirschfeld, Leipzig 1908.
- Leipzig und die sächsischen Bergwerke, In: Schriften des Vereins für die Geschichte Leipzigs Bd. 9 (1909) S. 25–64
- Handelsgeschichte der Stadt Leipzig. Walter Bielefeld Verlag, Leipzig 1925